# 青木孝文
青木 孝文（あおき たかふみ、1981年9月23日 - ）は、日本中央競馬会(JRA)・美浦トレーニングセンターに所属する調教師。群馬県出身。

## 来歴
中学生の頃に競馬に興味を持つ。初めて競馬場でレースを見たのはアヌスミラビリスが制した1996年の毎日王冠だった。高校3年時「とにかく馬の世界に入りたかった。馬に乗りたくて仕方なかった」という思いからで漠然と競馬業界を志していたが、高校の副担任の先生の兄がJRAの役員をしており、「乗馬未経験でも騎乗技術を身に付けられる」「研修修了後の即戦力を目指して教育してくれる」旨を教えてもらい、北海道浦河町の軽種馬育成調教センター（BTC）の育成調教技術者養成研修に応募することを決める。高校卒業後は大学進学を希望していた親を説き伏せる形でBTCに研修生として入講。
１年間の研修修了後、ビッグレッドファームへ就職、配属先のビッグレッドファーム真歌トレーニングパークでマイネルセレクトを担当。2004年のドバイゴールデンシャヒーンには応援のため自腹で現地まで赴いた。
2004年7月にJRA競馬学校厩務員課程に入学。同年10月に美浦・成島英春厩舎の厩務員となり、2005年4月からは美浦・伊藤正徳厩舎に移籍する。同厩舎での厩務員時代にはアメリカジョッキークラブカップを連覇したネヴァブションを担当した。2011年5月に調教助手へ転身。2014年4月からは美浦・小桧山悟厩舎へ移った。当時は一貫して持ち乗りであり、攻め専の経験はなかった。
2015年に5度目の挑戦で調教師試験に合格。小桧山厩舎での技術調教師時代の2016年には矢作芳人調教師の好意によりドバイターフを制したリアルスティールの遠征に帯同した。2017年3月に美浦で厩舎を開業。BTC出身者として初の調教師となった。
2017年7月30日の札幌1Rをヴーディーズピアスで制し、通算79戦目で初勝利を挙げた。
2023年10月15日の東京ハイジャンプをマイネルグロンで制し、厩舎開業7年目で重賞初勝利を飾った。さらに12月23日には同馬が中山大障害を制し、GI級競走初優勝を果たした。

## 調教師成績

### 概要
|            | 日付           | 競馬場・開催  | 競走名                     | 馬名                  | 頭数 | 人気 | 着順      |
| ---------- | -------------- | ------------- | -------------------------- | --------------------- | ---- | ---- | --------- |
| 初出走     | 2017年3月4日   | 1回小倉7日1R  | 3歳未勝利                  | ペイシャラジョワ アロ | 15頭 | 11   | 12着 14着 |
| 初勝利     | 2017年7月30日  | 1回札幌2日1R  | 2歳未勝利                  | ヴーディーズピアス    | 6頭  | 2    | 1着       |
| 重賞初出走 | 2018年1月14日  | 1回中山5日11R | 京成杯                     | ジョリルミエール      | 15頭 | 14   | 14着      |
| 重賞初勝利 | 2023年10月15日 | 4回東京5日9R  | 東京ハイジャンプ           | マイネルグロン        | 12頭 | 8    | 1着       |
| GI初出走   | 2018年12月9日  | 5回阪神4日11R | 阪神ジュベナイルフィリーズ | ウインゼノビア        | 18頭 | 10   | 13着      |
| GI初勝利   | 2023年12月23日 | 5回中山7日10R | 中山大障害                 | マイネルグロン        | 12頭 | 1    | 1着       |

### 年度別成績
青木孝文の年度別成績（netkeiba.com）を参照

## 主な管理馬
太字はGI級競走
- マイネルグロン（2023年中山大障害、東京ハイジャンプ、2024年阪神スプリングジャンプ）